# 達斯廷鎮區 (內布拉斯加州霍爾特縣)
達斯廷鎮區（英語：Dustin Township）是位於美國內布拉斯加州霍爾特縣的一個行政鎮區。

## 地方資料
達斯廷鎮區的面積為154.93平方千米，皆為陸地。根據2020年美國人口普查的數據，當地共有人口21人，而人口密度為每平方千米0.14人。